# Leopoldo Jaucian
Leopoldo Corpuz Jaucian SVD (ur. 27 lipca 1960 w Santa) – filipiński duchowny rzymskokatolicki, od 2007 biskup Bangued.

## Życiorys
Święcenia kapłańskie przyjął 1 marca 1988 w zgromadzeniu werbistów. Po święceniach wyjechał do Tajwanu i przez kilka lat pracował jako wikariusz w Jiayi, jednocześnie pomagając duszpastersko na uniwersytecie Fu Jen. W 1992 powrócił do kraju i podjął studia w stołecznym uniwersytecie De La Salle. W 1995 został nauczycielem w szkole katolickiej St. Jude, zaś pięć lat później objął funkcję przełożonego manilskiego dystryktu zakonu. Od 2005 prowincjał.
5 stycznia 2007 papież Benedykt XVI mianował go biskupem Bangued. Sakry biskupiej udzielił mu 26 marca 2007 kard. Gaudencio Rosales.